# Hugo Herold (Journalist)
Hugo Herold (* 23. August 1853 in Berlin; † November 1941 ebenda) war ein deutscher Journalist. Herold war ab 1885 bis mindestens 1910 Chefredakteur der Zeitschrift Das Echo und ab 1880 bis 1936 Berlin-Korrespondent für die Neue Zürcher Zeitung.
Wegen „mittels der Presse verübter Beleidigung“ des Berliner Polizeipräsidenten Guido von Madai in einem Artikel im Berliner Tageblatt vom 8. September 1878 wurde Herold 1879 vom Stadtgericht Berlin zu einer Geldstrafe in Höhe von 150 Mark oder 15 Tagen Ersatzhaft verurteilt.
Herold war 1886 Gegenstand einer Kontroverse zwischen der Freisinnigen Zeitung des deutschen Publizisten und Reichstagsabgeordneten Eugen Richter und der NZZ. Richter bezeichnete Herold – wohl als Reaktion auf eine Darstellung Richters in einem NZZ-Feuilleton – als „pseudonymes Reptil“ und „verkappten und bezahlten Tintensklaven des Fürsten Bismarck“. Die NZZ und Herold wiesen diesen Vorwurf von sich.
In einem Artikel zu seinem 80. Geburtstag wird er als einer der „besten Kenner der politischen Verhältnisse in Deutschland“ bezeichnet. Seine Arbeit als Journalist der NZZ sei vielfältig gewesen. Der Historiker Leo Weisz schreibt über Herold, dieser sei „einer der begabtesten und fähigsten Korrespondenten“ der Zeitung gewesen.